# بیماری کاوازاکی
سندرم کاوازاکی(به انگلیسی: Kawasaki syndrome) شایع‌ترین واسکولیت دوران کودکی است و بیشتر در کودکان کمتر از ۵ سال بروز می‌کند. همه‌گیری بیماری بین ۰/۸ تا ۳ درصد است. نسبت مؤنث به مذکر ۳۷/۱ است.
کاوازاکی التهاب رگ‌ها است که باعث گشاد شدن رگ‌ها و کاهش خون‌رسانی به اعضای حیاتی می‌شود. اگر به سرعت درمان آغاز نشود باعث از دست رفتن فرد مبتلا می‌شود. این بیماری سیستم دفاعی بدن را مورد حمله قرار می‌دهد.

## پیشینه و نامگذاری
نخستین مورد کاوازاکی را تومیساکو کاوازاکی پزشک متخصص کودکان در بیمارستان صلیب سرخ توکیو در سال ۱۹۶۱ گزارش کرد. او در هیچ کتاب پزشکی، توضیحی برای بیمار چهار ساله‌ای که دیده بود نیافت. اما پس از آن، چند مورد دیگر دید. تومیساکو کاوازاکی سرانجام با پنجاه مقاله پژوهشی در سال ۱۹۶۷ این بیماری را تعریف و معرفی کرد. در آغاز در ژاپن و چند سال بعد در جهان، این بیماری به رسمیت شناخته و وارد کتاب‌های مرجع پزشکی شد.

## علت
علت سندروم کاوازاکی ناشناخته‌است. تاکنون برای آن عامل بیماری‌زا یافت نشده و همه‌گیر هم نیست. گرچه عوامل عفونی، عوامل محیطی، توکسین‌ها و سوپر آنتی‌ژن‌ها ممکن است نقش داشته باشند.  همچنین احتمال می‌رود که بیماری، زمینه ژنتیکی داشته باشد.

## پراکندگی
با اینکه سندروم کاوازاکی در سراسر جهان دیده شده، اما بیشتر در شمال شرقی آسیا، ژاپن، کره، چین، و تایوان دیده می‌شود. 

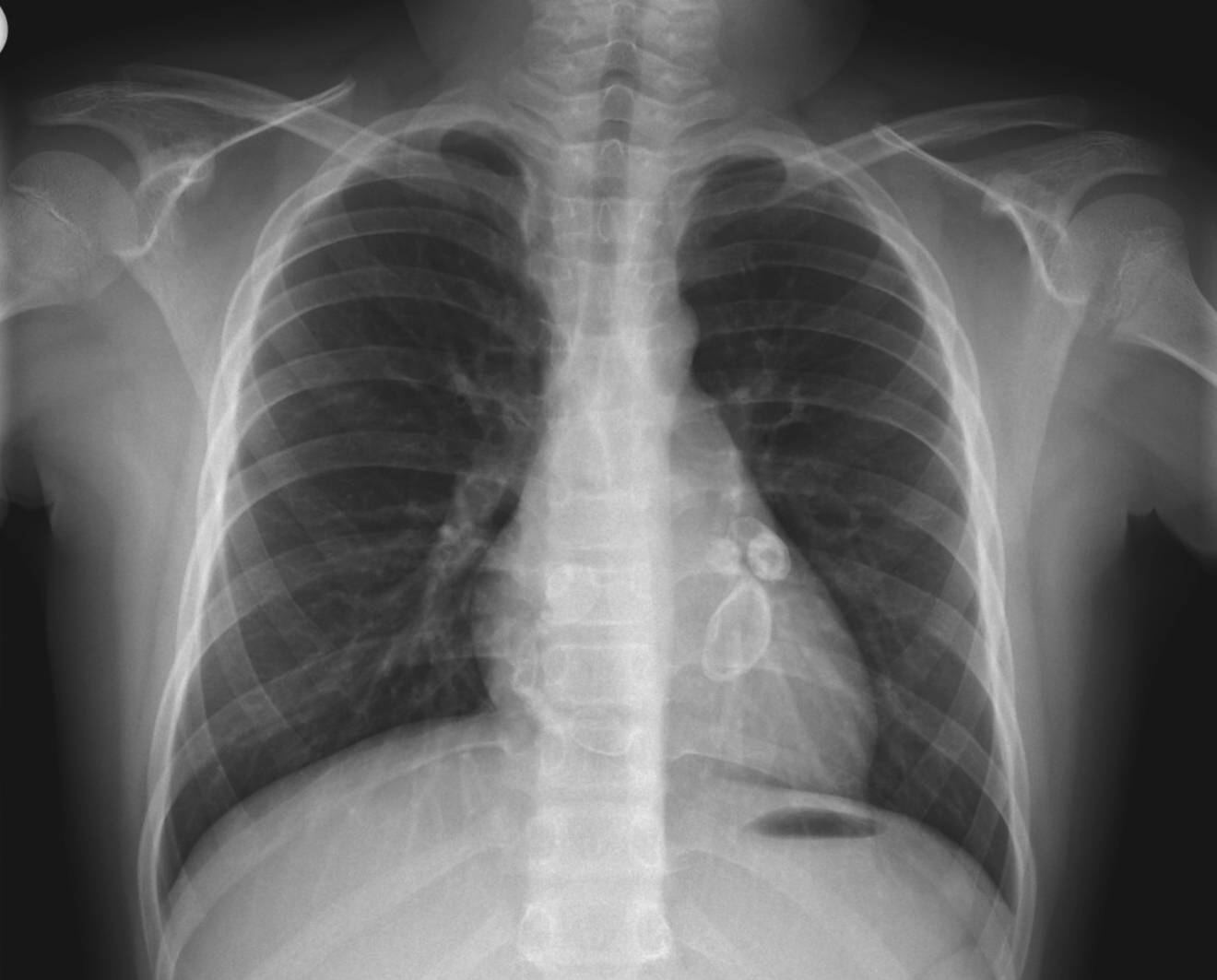
بزرگ شدن آنوریسمال سرخرگ‌های کرونری به عنوان بخشی از سندروم کاوازاکی

## تشخیص
- تشخیص بیماری کاملا بالینی است و آزمایش تشخیصی ندارد.[۲]
- تاخیر در تشخیص و درمان سندروم کاوازاکی ممکن است باعث مرگ بیمار شود.[۲]
- نشانه اصلی این بیماری تب بدون منشأ مشخص است.[۳]
- تشحیص بیماری معمولا بر اساس وجود تب به علاوه چهار نشانه اصلی است:[۲]
  - سرخی و التهاب چشم‌ها
  - علائم زبان و گلو
  - علائم دست و پا
  - بثورات پوستی
  - تورم غدد لنفاوی گردن

## مراحل بیماری

### مرحله یکم یا حاد
هفته اول و دوم: ظاهر شدن ناگهانی و احتمالا شدید نشانه‌ها. احساس بی‌قراری، تحریک‌پذیری در کودک.
- تب شایعترین نشانه است که در آغاز بیماری دیده می‌شود و تب‌بر و آنتی‌بیوتیک آنرا درمان نمی‌کنند. تب ممکن است تا چهل درجه بالا برود. معمولا تب پنج روز طول می‌کشد. اما بدون درمان ممکن است تا یازده روز هم ادامه داشته باشد.
- بثورات پوستی که شکل آنها از کودکی به کودک دیگر فرق می‌کند.
- پوست انگشتان دست و پا سفت و قرمز می‌شوند. دست و پا ممکن است ورم کنند و دردناک شوند. بنابراین کودک از راه رفتن و فعالیت خودداری می‌کند.
- چشم‌ها قرمز و متورم می‌شوند (التهاب قرنیه) که معمولا دردناک نیست.
- لب‌ها خشک، سرخ، ترک خورده یا متورم شده، ممکن است پوستش وربیاید و خونریزی کند.
- زبان متورم و سرخ می‌شود که به آن "زبان توت‌فرنگی" می‌گویند.
- گره‌های لنفاوی گردن متورم می‌شوند.

### مرحله دوم یا تحت حاد
هفته دوم تا چهارم: شدت علائم در این مرحله کمتر است. تب معمولا فروکش می‌کند اما کودک همچنان بی‌قرار است و درد زیادی دارد.
- دل درد
- سردرد
- بالا آوردن
- اسهال
- ادرار چرکی
- گیجی و خواب‌آلودگی و بی‌حالی شدید
- زردی
- درد و تورم مفاصل
- ور آمدن پوست انگشتان و کف دست و پا

### مرحله سوم یا نقاهت
کودک رو به بهبودی می‌رود و در نهایت همه نشانه‌های بیماری برطرف می‌شوند. البته کودک هنوز قوای خود را باز نیافته و کم انرژی است و زود خسته می‌شود.

## عوارض
سندروم کاوازاکی بیماری است که باعث التهاب عروق درسراسر بدن می‌شود. برخی کودکان مبتلا به سندروم کاوازاکی، بدون درمان خود بخود بهتر می‌شوند. درحالی که ۱۵ تا ۲۵ دچار صدمه به عروق کرونر می‌شوند. در سندروم کاوازاکی بسیاری از عروق دچار آسیب می‌شوند. اما عروق کرونر بیشتر صدمه می‌بینند که باعث شده سندروم کاوازاکی یکی از علل عمدهٔ بیماری قلبی در دوران کودکی (پس از تولد) باشد.
مهم‌ترین عارضه درگیری سرخرگ‌های کرونری قلب است (۲۰ تا ۲۵ درصد در صورت عدم درمان).

## درمان
پایه درمان سندروم کاوازاکی، مصرف ایمنوگلوبولین برای تقویت دستگاه ایمنی بدن است. از استروئید یا کورتون (کورتیکواستروئید) برای از بین بردن واکنش التهابی شدید دستگاه ایمنی که خطرناک است استفاده می‌شود(تحقیقات جدید نشان داده که استفاده از کورتیکواسترويید در این بیماران خطر بروز آنوریسم را تا ۶ برابر افزایش میدهد.  پس استفاده از کورتیکواسترویید در این بیماران ممنوع است.). درمان‌های دیگر بر پایه نیاز کودک تجویز می‌شوند.
- ایمونوگلوبولین وریدی[۲]
- آسپیرین[۲][۴]